# استنزاف التريبتوفان الحاد
يُعد استنزاف التريبتوفان الحاد (ATD) تقنية مستخدمة على نطاق واسع لدراسة تأثير انخفاض السيروتونين في الدماغ. يقلل هذا النهج التجريبي من توفر التريبتوفان، وهو حمض أميني يعمل كمقدمة للسيروتونين. يبدو أن الافتقار إلى التأثيرات الخافضة للمزاج بعد استنزاف التريبتوفان الحاد لدى الأشخاص الأصحاء يتناقض مع العلاقة السببية المباشرة بين انخفاض مستويات السيروتونين الحاد والاكتئاب. ومع ذلك، لوحظت تأثيرات خافضة للمزاج لدى بعض الأفراد المعرضين للخطر. على سبيل المثال، يظهر التحليل التلوي أن حجم التأثير لتأثيرات نقص التربتوفان على الحالة المزاجية لدى الأشخاص المصابين بالاكتئاب الذين لا يتناولون مضادات الاكتئاب كان كبيرًا (g لـ Hedge = -1.9 (95% CIs -3.02 إلى -0.78) . وبالتالي، فإن التفسير الأكثر دقة هو أن دراسات نقص التربتوفان تشير إلى دور 5-HT في الأشخاص المعرضين للاكتئاب وفي أولئك الذين تم شفائهم على علاج مثبطات استرداد السيروتونين الانتقائية. تشير النتائج لبعض الدراسات إلى أن نقص التريبتوفان يؤدي إلى انتكاس الأعراض لدى المرضى الذين يعانون من الاكتئاب واضطراب الهلع والذين استجابوا للعلاج بمضادات الاكتئاب إلى أن وظيفة 5-HT المعززة مهمة في الحفاظ على الاستجابة في هذه الظروف.